# Sáry Bánk
Sáry Bánk (Budapest, 1973. december 12) Erkel Ferenc-díjas (2008) magyar zeneszerző, egyetemi tanár.

## Életpályája
Szülei: Sáry László (1940-) zeneszerző és Horváth Alice Veronika könyvtáros. 1979-ben kezdett zongorázni. 1982-ben jelent meg első műve a Magyar Műhely folyóiratban. 1999-ben diplomázott a Liszt Ferenc Zeneművészeti Főiskola zeneszerzés, zenetanár szakán. 1999-2000 között a como-i Giuseppe Verdi Zeneakadémián Ivan Fedele zeneszerző diákja volt. 2002 és 2013 között a Színház- és Filmművészeti Egyetem tanára. 2017-től az egri Eszterházy Károly Egyetem Mozgóképművészeti és Kommunikációs Tanszékének tanára. Felesége Szilágyi Erzsébet tervező, szobrász. Gyermekeik Farkas és Teréz.

## Lemezei
- Kassák és a MADI
- Időharangok

## Zeneművei
- Tandori Dezső: Egy komoly medveház (1989)
- Károlyi Amy: Mit tesz a tátika? (1989-1990)
- Babits Mihály: Jónás könyve (1990)
- Apró történetek (1990)
- II. osztályos vizsgadarab (1990)
- Paul Géraldy: Te meg én (1991)
- Pilinszky János: Mikor a bárány elkiáltja magát (1991)
- Dsida Jenő: Chanson az őrangyalhoz (1991)
- Cseresznyevirág, kakukkszó és hold és hó (1991)
- Fuvoladarab (1991)
- Hárman (1991)
- Szívem felröpítem (1992)
- Hat Andersen mese (1993)
- Néma történet (1993-1994)
- Három dal Weöres Sándor verseire (1995)
- Szélcsend (1995)
- Tui sunt caeli... (1995)
- Vonósnégyes (1995)
- Wind and Strings (1995)
- Chanson (1996)
- Emlék (1996-1997)
- Őskori motívum (1997)
- Pillanatok (1997)
- SZ-sound (1997)
- Szivárvány havasán (1997, 1999)
- Apokalipszis (1998)
- Hangok álma (1998)
- Hangzásgyakorlat ütős,- és szintetikus hangokra (1998)
- Harangok (1998)
- Lábnyom (1998)
- Itt és most (Qui e ora) (1999)
- Önarckép (1999)
- Megkötöm lovamot (2000)
- Titok (2000)
- A due (2001)
- Erdő, erdő, erdő (2001)
- Gloria (2001)
- L´inizio (2001)
- Jaj, de sokat áztam-fáztam (2002)
- Lieber Franz (2002)
- Önfényvesztés (2002)
- A Föld napja (2003)
- Keseredés (2003)
- Tűzhimnusz (2003)
- Zápor (2003)
- Csillagok nappal (2004)
- Hullámok (Ophelia) (2004)
- Táncosnő (2004)
- Bölcsődal (2005)
- Szivárvány (2005)
- Bájoló (2006)
- Mégis (2007)
- Finnugor Oratórium - II. (finn) és III. (magyar) tétel – Zenekarra, vegyeskarra és énekszólóra (2016) (az oratórium I. tétele édesapja, Sáry László alkotása)

## Filmjei
- Kövek - Stones (2001)
- Pszichoparádé (2002)
- Árgyélus királyfi (2003)
- Hajónapló (2009)
- Antigoné (2010)
- Privát Mészöly (2011)
- Az ember tragédiája (2011)